# Рибне (Мазовецьке воєводство)
Рибне (пол. Rybne) — село в Польщі, у гміні Гостинін Ґостинінського повіту Мазовецького воєводства.
Населення — 70 осіб (2011).
У 1975-1998 роках село належало до Плоцького воєводства.

## Демографія
Демографічна структура станом на 31 березня 2011 року:
|          | Загалом | Допрацездатний вік | Працездатний вік | Постпрацездатний вік |
| -------- | ------- | ------------------ | ---------------- | -------------------- |
| Чоловіки | 38      | 6                  | 26               | 6                    |
| Жінки    | 32      | 7                  | 17               | 8                    |
| Разом    | 70      | 13                 | 43               | 14                   |